# Verrallina comata
Verrallina comata är en tvåvingeart som först beskrevs av Philip James Barraud 1931.  Verrallina comata ingår i släktet Verrallina och familjen stickmyggor. Inga underarter finns listade i Catalogue of Life.